# Maleqorobar
Maleqorobar, également appelée Malegereabar, IIIe siècle, a régné sur le royaume de Koush de 266 à 283 apr. J.-C. Longtemps considéré comme une candace (une reine régnante), de récentes recherches indiquent qu'il s'agissait d'un prince.

## Biographie
Très peu de choses sont connues sur Maleqorobar. On pensait qu'il s'agissait de l'une des reines candaces dont le nom nous est parvenu, ou bien d'un roi. Son nom signifierait « le beau garçon né des souverains ».
Son règne de dix-sept ans débute en 266 sur le royaume de Méroé, ou royaume de Koush, un demi-siècle avant le déclin final de son royaume. Ce déclin, qui commence vers 200, est principalement dû à l'émergence du royaume d'Aksoum, voisin, qui est commercialement et politiquement favorisé par l'empire romain, au détriment du royaume de Koush.
Maleqorobar meurt probablement la même année que la fin de son règne, en 283. Les sources indiquent que l'histoire de son règne n'est pas connue.
S'il s'agit d'une femme, elle serait la dernière candace de Méroé. Cela étant, cette prétention est parfois ravie par une autre reine, Lakhideamani, qui aurait régné de 306 à 314. Néanmoins, il semblerait qu'une erreur de graphie ait amené à cette confusion. Les textes feraient plutôt mention de deux rois, Maleqorobar et (Ta)lakhide-Amani.
Dans l'une de ses chronologies les plus récentes, Claude Rilly place un roi Talakhide-Amani et un prince Maloqorebar qui lui aurait succédé vers le IIIe siècle et le début du IVe siècle de notre ère. Le premier serait enterré, sans certitude, dans la pyramide Beg. N. 25 tandis que la sépulture du second, supposée également à Begrawiya nord, n'est pas identifiée. 